# Methanolobus profundi
Methanolobus profundi es una arquea metanógena mesófilas y metilotrófica. Su cepa tipo es MobMT (=DSM 21213T =NBRC 104158T). Fue aislado en un yacimiento de gas de profundidad subsuperficial.

## Otras lecturas
- Wu, S.-Y.; Lai, M.-C. (2010). «Methanogenic Archaea Isolated from Taiwan's Chelungpu Fault». Applied and Environmental Microbiology 77 (3): 830-838. ISSN 0099-2240. doi:10.1128/AEM.01539-10.